# 王蓬
王蓬（1911年—1992年），字一峰，上海人。
王蓬早年先后毕业于上海震旦大学、巴黎中央大学。抗日战争后，任善后救济总署驻英国代表。赴台后，又历任美援运用委员会委员兼秘书长、中华民国驻比利时大使兼驻卢森堡大使、驻美国大使馆公使（主管经济事务）。1992年4月17日，李登輝總統明令褒揚之。